# 신재기
신재기(辛再基, 1933년 8월 10일~2010년 11월 4일)는 대한민국의 군인 출신 정치인이다. 제13·14대 국회의원을 지냈다. 본관은 영산이며, 경상남도 창녕군 출신이다.

## 경력
- 1973년 육군 대령 예편
- 한국강업(주) 사장
- 수협중앙회 부회장
- 한일어업위 한국대표단 단장
- 영산 신씨 대종회 회장
- 제13대 국회의원 (민주정의당 → 무소속 → 민주자유당)
- 제14대 국회의원 (민주자유당)
- 민주자유당 농어촌 발전특위위원장
- 국회 농림수산, 예결, 운영위원

## 학력
- 마산중학교 졸업
- 마산고등학교 졸업
- 육군사관학교 13기 학사
- 대한민국 육군보병학교 졸업(1956년)
- 미국 육군보병학교 지휘관과정 졸업
- 대한민국 육군대학 정규과정 졸업
- 서울대학교 행정대학원 행정학 석사 수료

## 역대 선거 결과
|  | 52.99% |

|  | 46.03% |